# Hypericum reductum
Hypericum reductum är en johannesörtsväxtart som först beskrevs av Svens., och fick sitt nu gällande namn av P. Adams. Hypericum reductum ingår i släktet johannesörter, och familjen johannesörtsväxter. Inga underarter finns listade i Catalogue of Life.

## Bildgalleri

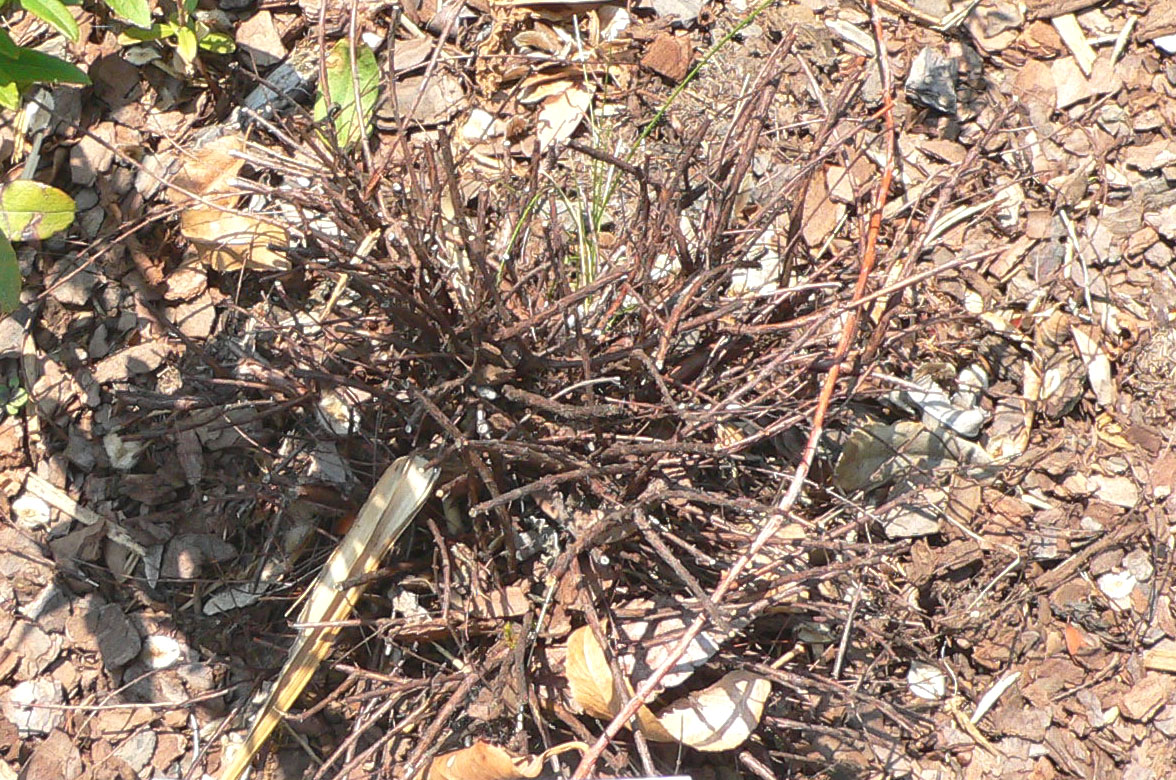